# The Clarendonians
The Clarendonians est un duo de chanteurs originaires de Clarendon en Jamaïque, composé d'Ernest "Fitzroy" Wilson  et Peter Austin, connu également sous le nom de Soul Lads. 

## Biographie
Issus tous deux de Hayes, dans la paroisse de Clarendon, Peter, 17 ans, et Ernest, 11 ans, forment le duo en 1963. Celui-ci remporte plusieurs concours pour jeunes talents et enregistre son premier single, A Day Will Come, avec le producteur Leslie Kong chez Federal Records. Ils enregistrent dès 1966 une série de singles pour Coxsone Dodd, dont Rudie Gone A Jail et Rudie Bam Bam. En 1968, ils sortent deux titres rocksteady sous le nom de Soul Lads chez Duke Reid : Funny et I Am Yours Forever. Ils enregistrent également, entre autres, I'm Sorry pour Ken Lack, Give Me A Little More pour Prince Buster, Lick It Back Festival pour Leslie Kong ou The Angels pour Bunny Lee.
Leur unique album, The best of the Clarendonians sorti chez Studio One en 1968, contient tous leurs succès.
Les deux amis se séparent et continuent leurs carrières en solo. Wilson et Austin reforment les Clarendonians dans les années 1990 et remontent sur scène en 2013 pour célébrer le 50e anniversaire du groupe.
Ernest Wilson est décédé en 2021, à l'âge de 69 ans, et Peter Austin est décédé en 2023, à l'âge de 78 ans..